# Mittelalterliches Dorf Steinrode

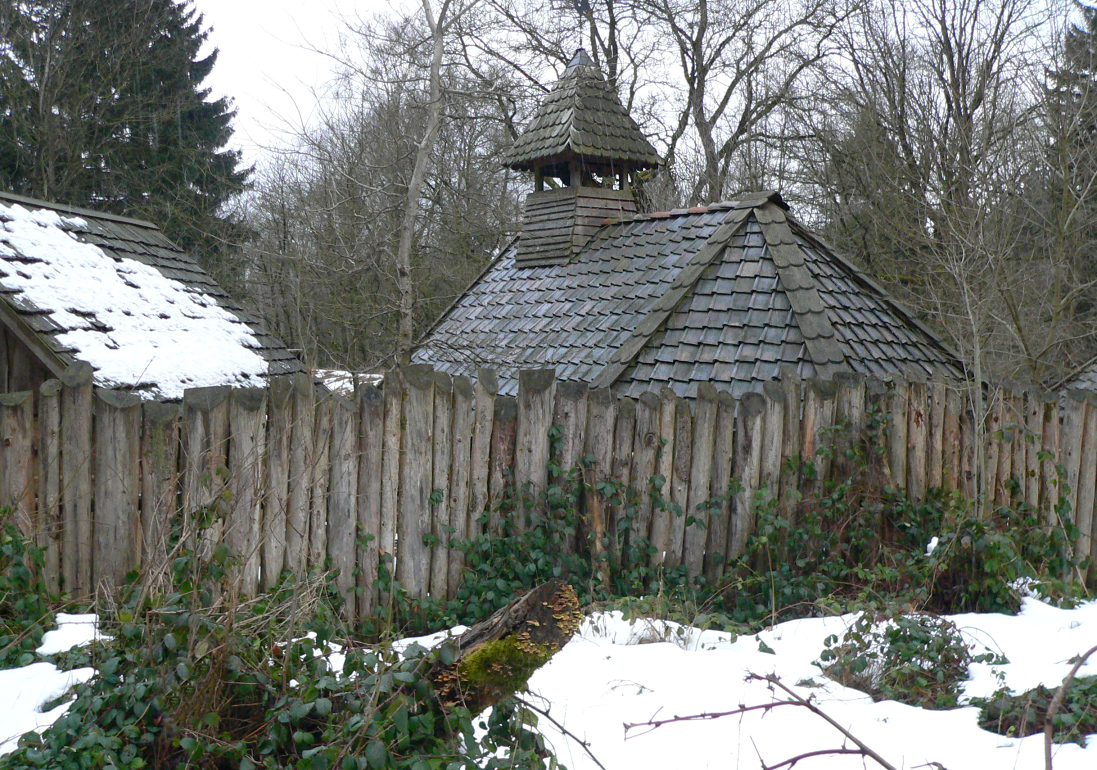
Blick von außen auf den Palisadenzaun und die Kirche

Das Projekt Mittelalterliches Dorf Steinrode ist ein Modelldorf, das ab 2004 mit Kindern und Jugendlichen am Kleinen Steinberg im Kaufunger Wald erbaut wurde. Es wird als außerschulischer Lernort für praktischen Unterricht, Klassenfahrten, Ferienangebote sowie für Kinder- und Familienfeste genutzt. Betreut wird das Modelldorf Steinrode durch den gemeinnützigen Förderverein für Umweltbildung und Waldpädagogik an Schulen, Libellula e.V., hauptsächlich durch Ehrenamtliche.

## Beschreibung und Geschichte

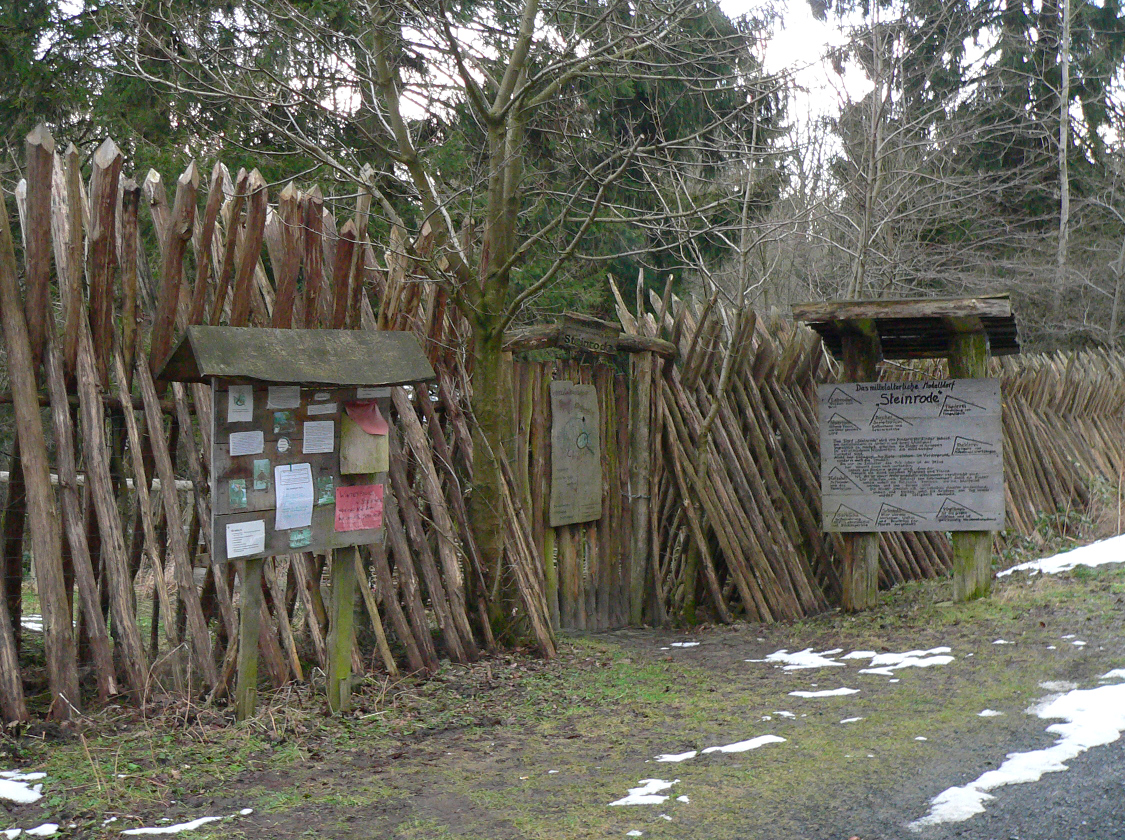
Eingang des Mittelalterlichen Dorfes Steinrode

Das Dorf besteht aus sieben Fachwerkhäuschen und einem Holzhaus. Es ist von einem Palisadenzaun umschlossen. Der Zugang erfolgt über eine Zugbrücke und durch das Dorftor. Das Haus des Vogtes wurde in Blockbauweise errichtet, die anderen Häuser sind in Fachwerkbauweise mit Holz und Lehm entstanden.
Im November 2000 wurde der Förderverein für Umweltbildung und Waldpädagogik an Schulen e.V. von den Forstämtern und Grundschulen im Raum Hann. Münden zusammen mit Pädagogen, Forstleuten und Naturschützern gegründet. Seit September 2004 entstand in Zusammenarbeit mit dem Forstamt Münden auf dem Gelände des Jugendwaldheims Steinberg (heute WPZ, Waldpädagogikzentrum Göttingen, Haus Steinberg) das Mittelalterliche Dorf Steinrode. Unterstützt wurde der Aufbau des Dorfes durch Sponsoren, die Umweltlotterie Bingo!, die Agentur für Arbeit und den Internationalen Bund.

## Pädagogisches Konzept

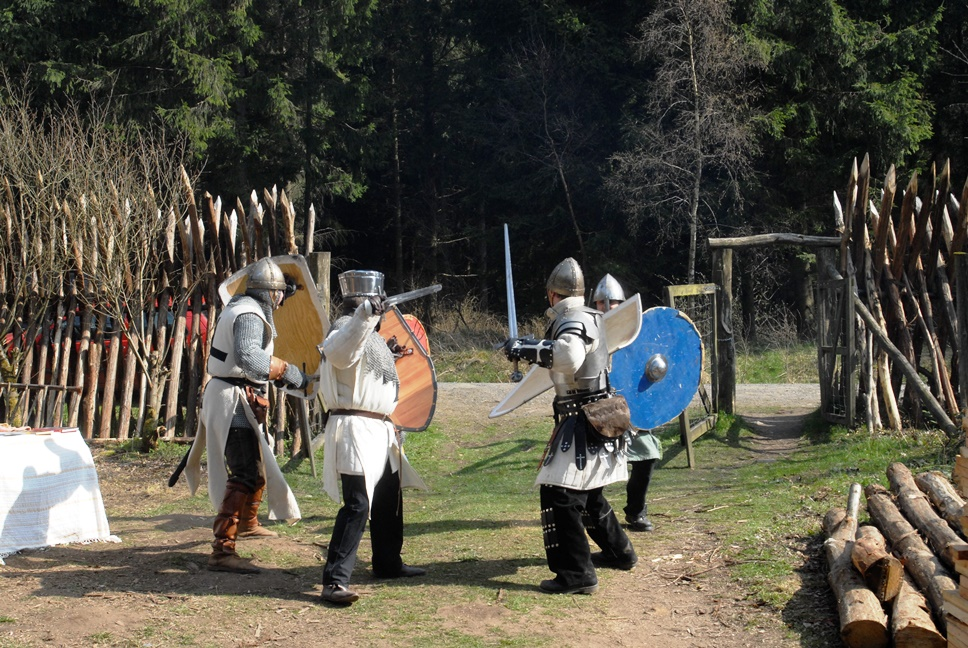
Darstellung beim Frühlingsfest 2014: Ritter verteidigen den hinteren Dorfeingang

Das Mittelalterliche Dorf Steinrode dient als außerschulischer Lernort, um Kindern Geschichte, Natur und Handwerksarbeiten näher zu bringen. Im Vordergrund steht vor allem die Entwicklung vom Rohstoff zum Endprodukt und die nachhaltige Lebensweise. Durch die besondere Lage mitten im Kaufunger Wald sollen Kinder, Jugendliche und Erwachsene die enge Verbindung ihrer Vorfahren zu Wald und Natur selber erleben. Der Wald  versorgt das Dorf mit Holz. Sand, Steine und Ton können mit Handwagen aus der Nähe geholt und in den Handwerkerhäusern des Dorfes weiterverarbeitet werden. Durch Arbeiten in Gruppen sollen soziale Kompetenzen von Kindern sowie ihr Selbstwertgefühl durch die Bedeutung der eigenen Leistung für die Gemeinschaft gefördert werden. Biologische Lernorte wie Waldameisen-Nester, Teiche, eine Quelle sowie ein Bohlenweg über das Hochmoor Hühnerfeld befinden sich in der Nähe des Dorfes.

## Programm
Das Programm kombiniert Umweltpädagogik und soziales Lernen. Bei der Programmgestaltung werden in Absprache mit den Lehrkräften, Betreuern oder Eltern individuelle Schwerpunkte gesetzt. Es finden auch Erkundungen unter fachkundiger Leitung außerhalb des Dorfes statt. Ferienangebote, Sprachcamps, Waldtage, Frühlings- und Herbstfeste runden das Angebot ab.